# Christiane von Goethe

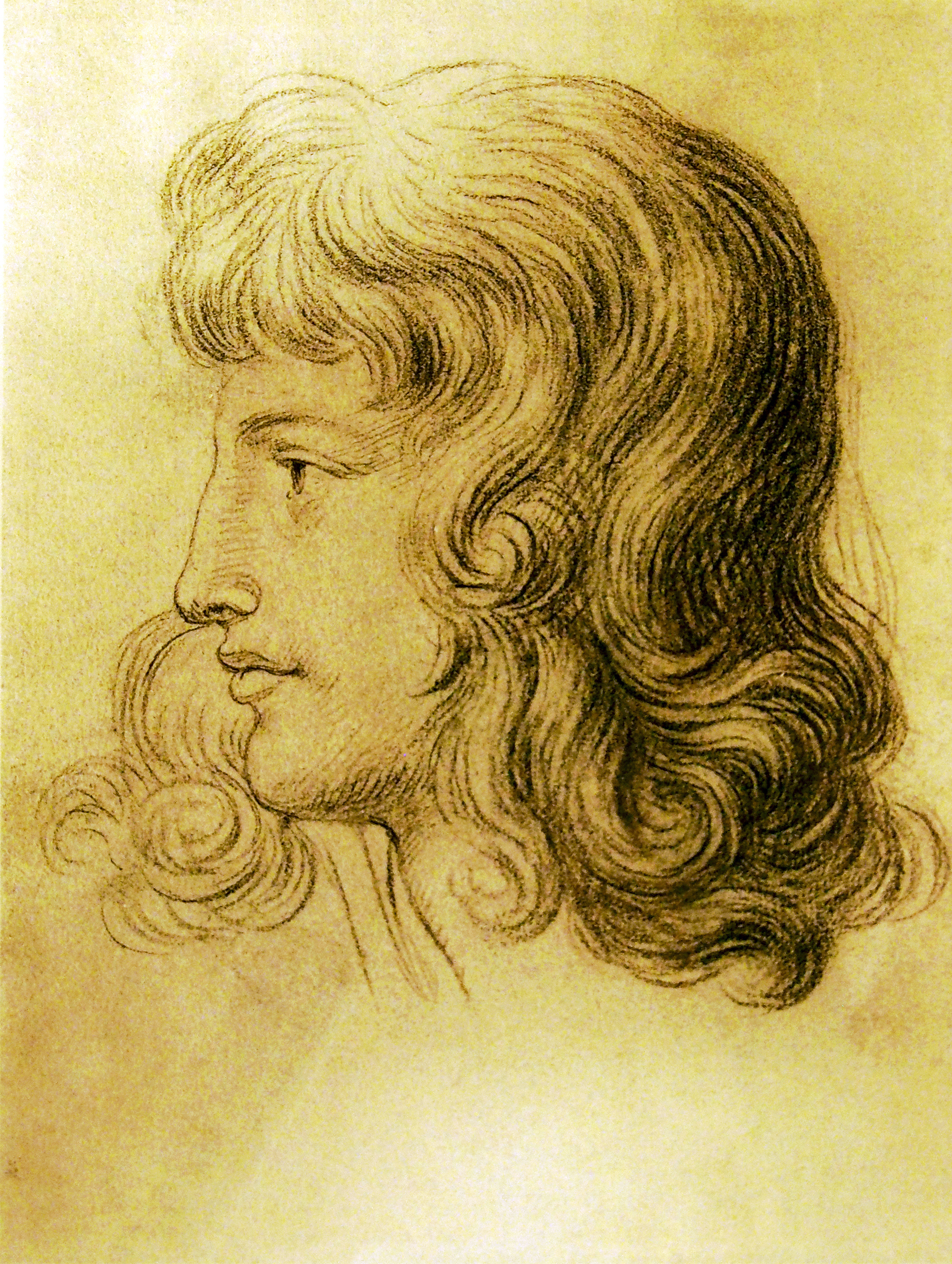
Christiane Vulpius von Goethe 1788/89 gezeichnet

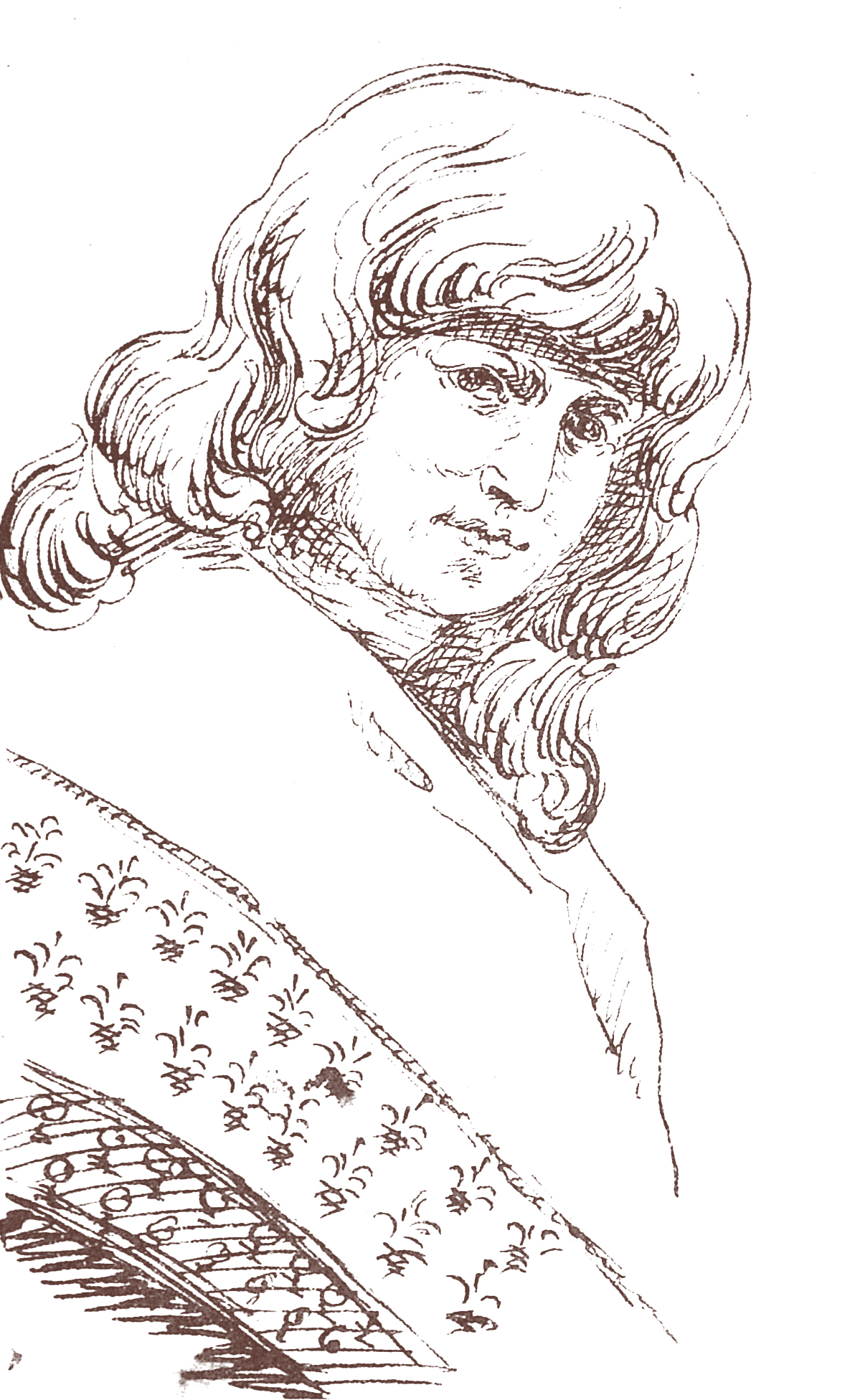
Christiane Vulpius, von Goethe gezeichnet

Christiane von Goethe (* 1. Juni 1765 in Weimar als Johanna Christiana Sophia Vulpius; † 6. Juni 1816 in Weimar) war seit 1788 Johann Wolfgang von Goethes Geliebte und von 1806 bis zu ihrem Tod seine Ehefrau.

## Leben
Christiane Vulpius verbrachte ihre Kindheit in der Luthergasse, einem der ältesten Teile Weimars. Ihre Vorfahren väterlicherseits waren über mehrere Generationen Akademiker. Mütterlicherseits stammte sie aus einer Handwerkerfamilie. Ihr Vater Johann Friedrich Vulpius, Amtsarchivar in Weimar, d. h. Aktenkopist, hatte einige Semester Rechtswissenschaften studiert, das Studium jedoch abgebrochen. Seine Stelle war schlecht bezahlt, die Familie lebte in sehr bedrängten Verhältnissen, zumal der Vater alles tat, um dem ältesten Sohn Christian August ein Studium zu ermöglichen. Christiane war gezwungen, eine Stelle als Putzmacherin in einer kleinen Weimarer Manufaktur bei Caroline Bertuch anzunehmen; es handelte sich hierbei um ein Zweigunternehmen von Friedrich Justin Bertuch, der nicht nur im Verlagsgeschäft tätig war. Dies war umso nötiger, als der Vater vorzeitig aus dem Dienst entlassen wurde, weil ihm eine Unregelmäßigkeit zur Last gelegt wurde. Sie war aber keine Arbeiterin, sondern gehörte zu den dort angestellten „unbeschäftigten Mädchen der mittleren Classen“. Von ihren sechs Geschwistern wurde später ihr Bruder Christian August als Autor des Unterhaltungsromans Rinaldo Rinaldini bekannt.

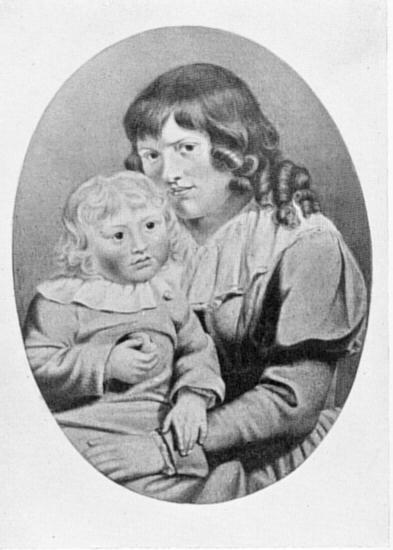
Christiane und August von Goethe, Aquarell von Johann Heinrich Meyer (1793)

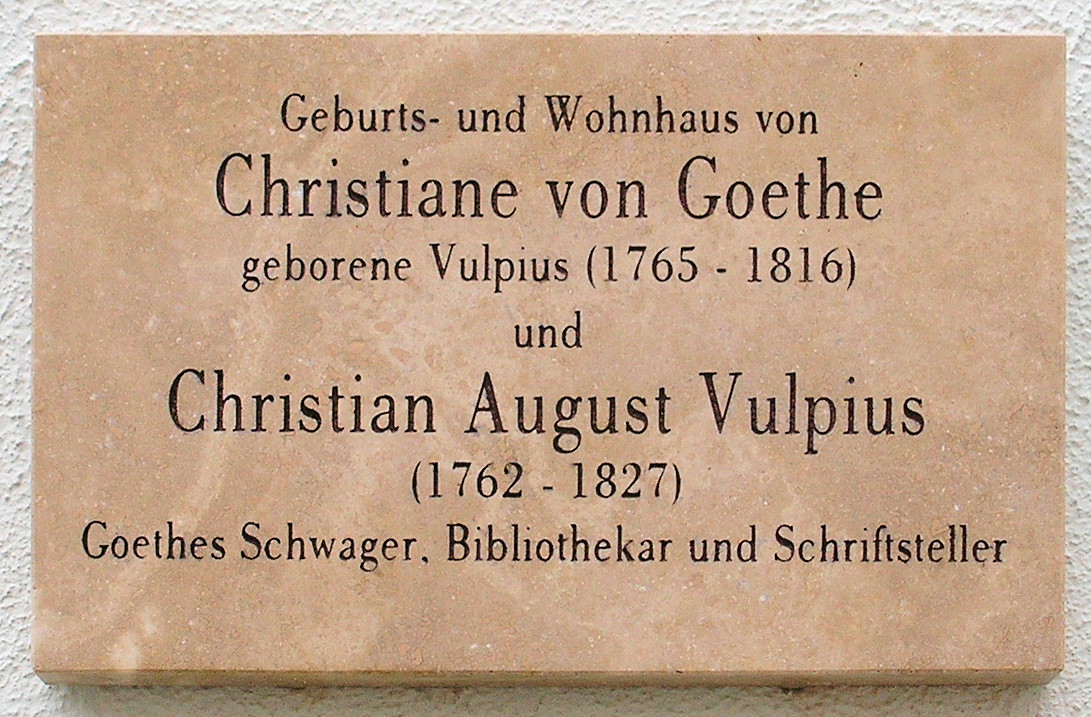
Gedenktafel am Haus Luthergasse 5 in Weimar

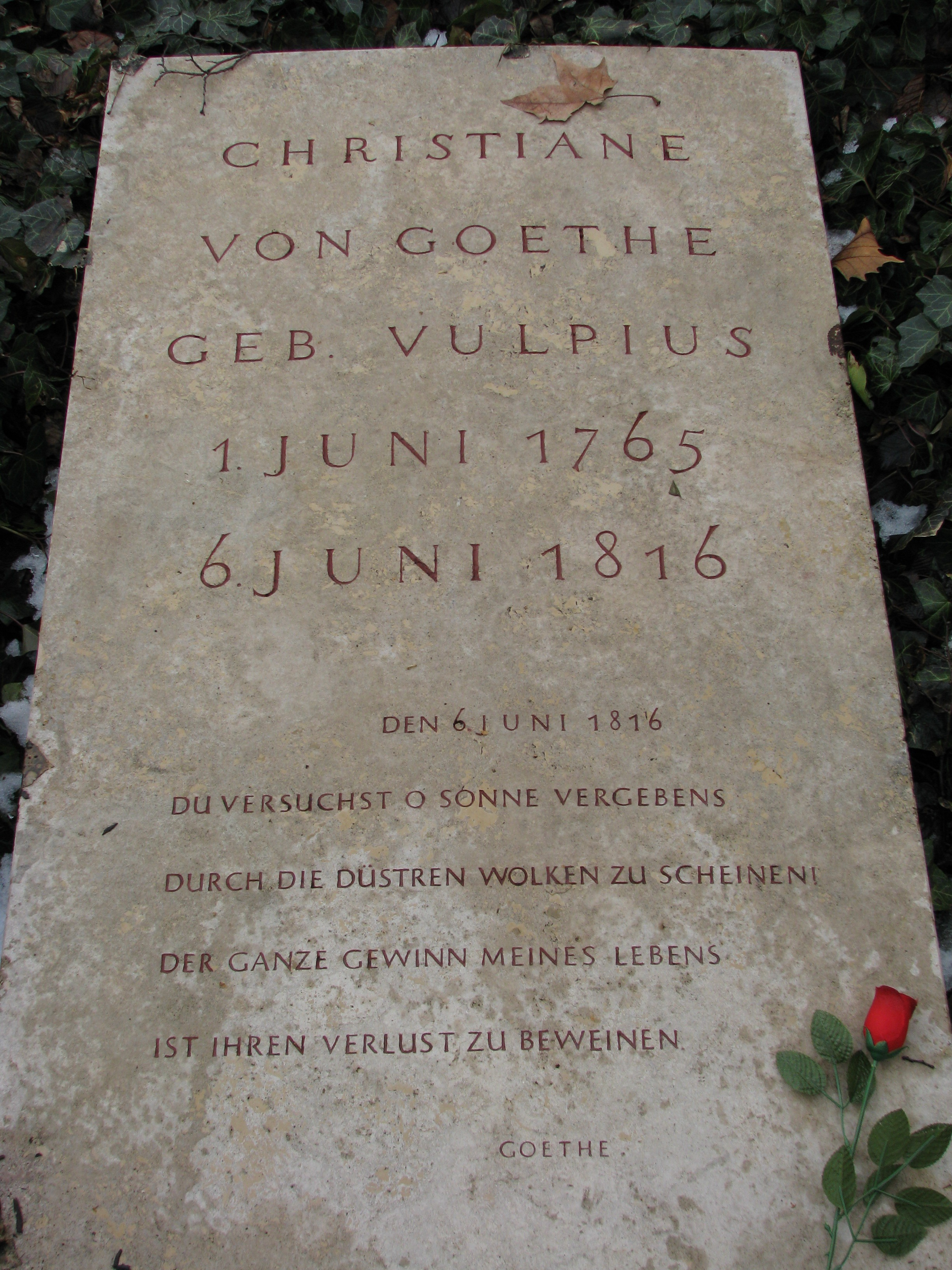
Grab auf dem Jacobsfriedhof in Weimar

Aufgrund verschiedener Hilfsgesuche und Anträge kannte Goethe die Lage der Familie. Am 13. Juli 1788 lernte er Christiane Vulpius selbst im Park an der Ilm kennen, wo sie ihm eine Bittschrift für ihren Bruder Christian August überreichte. In der Tat setzte sich Goethe später mehrfach für ihn ein.
In jenem Sommer entwickelte sich zwischen Goethe und Christiane Vulpius rasch ein leidenschaftliches Liebesverhältnis. Bereits im Jahr darauf, am 25. Dezember 1789, wurde das erste Kind, der Sohn August, geboren. Vier weitere Kinder folgten, die alle sehr früh starben: ein Sohn, tot geboren 14. Oktober 1791; Caroline, 21. November – 3. Dezember 1793; Carl, 30. Oktober – 16. November 1795; Katharina, 16.–19. Dezember 1802. Das glückliche Leben und Lieben in dieser Gewissensehe regte Goethe zu seinen heitersten und erotischsten Gedichten an, beginnend mit den Römischen Elegien – die nicht nur die amourösen Abenteuer seiner ersten Italienreise verarbeiteten, sondern indirekt auch Christiane besangen – bis hin zum 1813 seiner Frau gewidmeten Gedicht Gefunden („Ich ging im Walde so für mich hin …“).
Goethe nahm die junge Frau zusammen mit ihrer Halbschwester Ernestine und ihrer Tante Juliane in sein Haus auf; die Wirkungsbereiche der beiden Frauen blieben vollständig auf Haus und Garten beschränkt. Der Weimarer Hof und die Gesellschaft lehnten die illegitime und unstandesgemäße Verbindung ab, so dass Goethe auf Anraten des Herzogs das Haus am Frauenplan im Zentrum Weimars verlassen und vorübergehend ins „Jägerhaus“ in der Marienstraße ziehen musste. Seiner Mutter verschwieg Goethe die Beziehung fünf Jahre lang. Während eines Besuchs im Jahre 1793 erzählte er ihr von der Verbindung und dem bereits dreieinhalb Jahre alten Enkel. Der Sieg der Napoleonischen Truppen nach der Schlacht bei Jena und Auerstedt am 14. Oktober 1806 traf Weimar schwer. Als die Stadt von französischen Soldaten geplündert wurde, war auch das Haus am Frauenplan bedroht: Christiane trat eindringenden Soldaten energisch entgegen und konnte die Plünderung so lange aufhalten, bis Goethe den offiziellen Schutz durch den französischen Kommandanten erreicht hatte. Wenige Tage später, am 19. Oktober 1806, ließen sich Goethe und Christiane in der Sakristei der Jakobskirche durch Goethes Freund Wilhelm Christoph Günther trauen.
Auch nach ihrer Eheschließung wurde Christiane als „Geheimrätin von Goethe“ von der Weimarer Gesellschaft nur widerstrebend und zögernd akzeptiert. Um die gesellschaftliche Zurückweisung seiner Frau zu verändern, bat Goethe die vermögende Witwe Johanna Schopenhauer, Mutter des Philosophen Arthur Schopenhauer, die Barriere mit einer offiziellen Einladung zum Tee zu durchbrechen. Sie tat es mit der Bemerkung: „Wenn Goethe ihr seinen Namen gibt, werden wir ihr wohl eine Tasse Tee geben können.“
Christianes Briefe an ihren Mann zeigen einen natürlichen und gesunden Menschenverstand, aber auch ihre Bildungslücken. Lebensfroh, praktisch veranlagt und energisch nahm sie sich des umfangreichen Hausstandes an. So regelte sie etwa nach dem Tod von Goethes Mutter Frau Aja in Frankfurt am Main die Erbschaftsangelegenheiten. Sie besuchte gern gesellige Zusammenkünfte, tanzte gern und besuchte häufig Theatervorstellungen in Weimar, aber auch in anderen Orten wie z. B. Bad Lauchstädt, wo die Weimarer Theatergesellschaft den Sommer über gastierte. Auch einem harmlosen Flirt war sie nicht abgeneigt. Der Briefwechsel mit Goethe belegt, dass er auch gelegentliches „Äugelchenmachen“ tolerierte. Christiane besaß ästhetisches Empfinden und Differenzierungsvermögen und konnte Goethe zuweilen beraten. So gestand Goethe, er könne und wolle ohne sie das Theaterwesen in Bad Lauchstädt gar nicht weiterführen. Das waren freilich Seiten, die vielen, auch engen Bekannten, verborgen blieben. Ende des 19. Jahrhunderts wurde eine von dem Weimarer Hofbildhauer Carl Gottlieb Weisser gefertigte Büste Christiane von Goethes im eigens dazu errichteten Pavillon des Kurparks Bad Lauchstädt als Bronze-Kopie aufgestellt.
Mit zunehmendem Alter wurde der Gesundheitszustand Christianes, die wie ihr Gatte und der gemeinsame Sohn August dem Alkoholkonsum wohl übermäßig zugetan war, instabil. 1815 erlitt sie einen Schlaganfall. Im folgenden Jahr kam unter starken Schmerzen ein Nierenversagen hinzu. Nach einer Woche qualvollen Leidens starb sie am 6. Juni 1816. Es hatte Goethes Kraft überstiegen, an ihrem Krankenlager zu verweilen. Die Beisetzung, an der Goethe nicht teilnahm, fand auf dem Jacobsfriedhof Weimar statt. In einem Brief an Boisserée schrieb Goethe: „Leugnen will ich Ihnen nicht, … daß mein Zustand an die Verzweiflung grenzt“. Ihr Grab war lange Zeit verschollen und wurde erst 1888 wieder ausfindig gemacht und mit einer Grabplatte versehen. Sie trägt Goethes Abschiedsverse: „Du versuchst, o Sonne, vergebens, / Durch die düstren Wolken zu scheinen! / Der ganze Gewinn meines Lebens / Ist, ihren Verlust zu beweinen.“

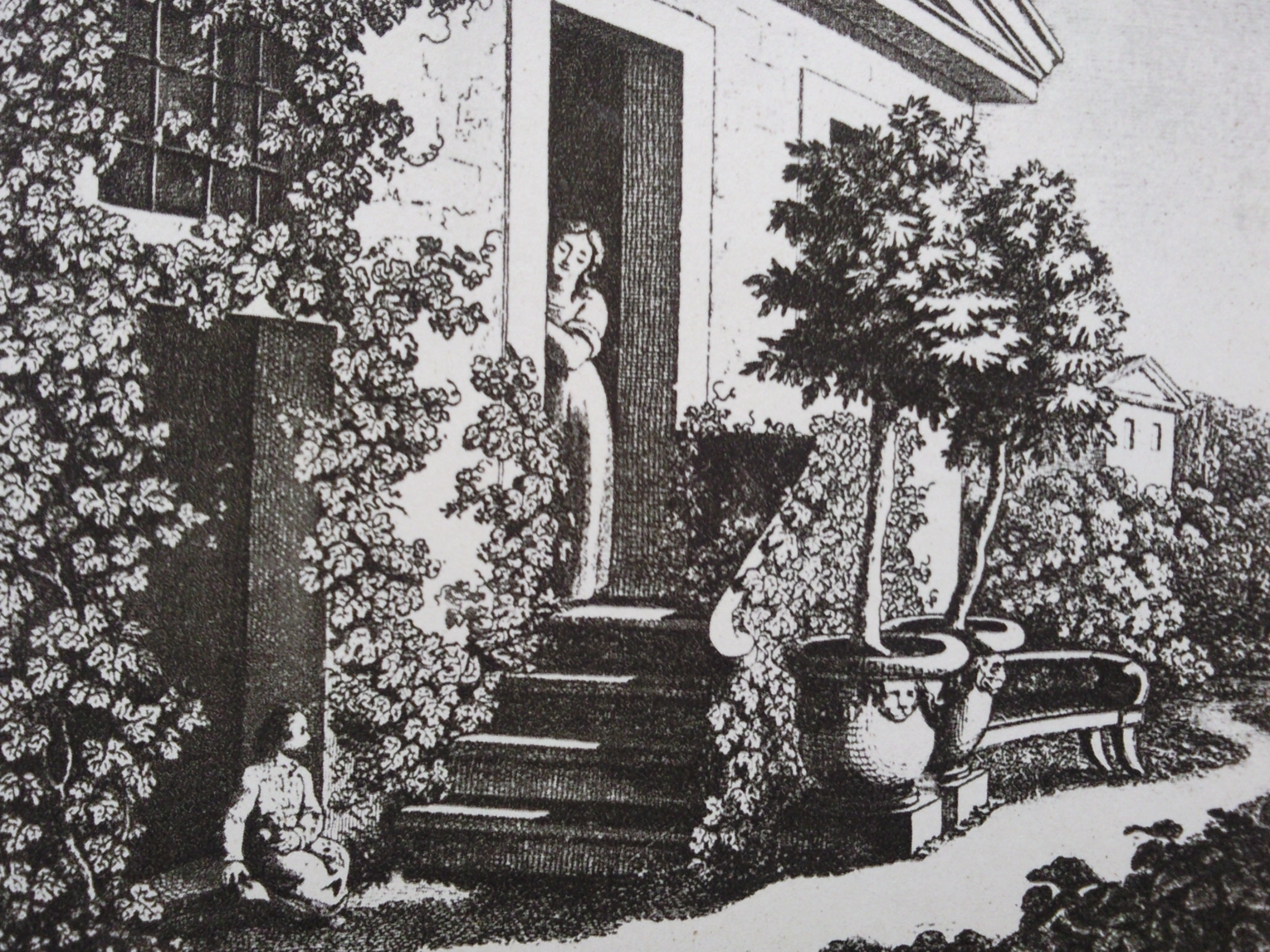
Christiane und der vierjährige August. Kupferstich von K. W. Lieber nach einer Zeichnung von Goethe, 1793
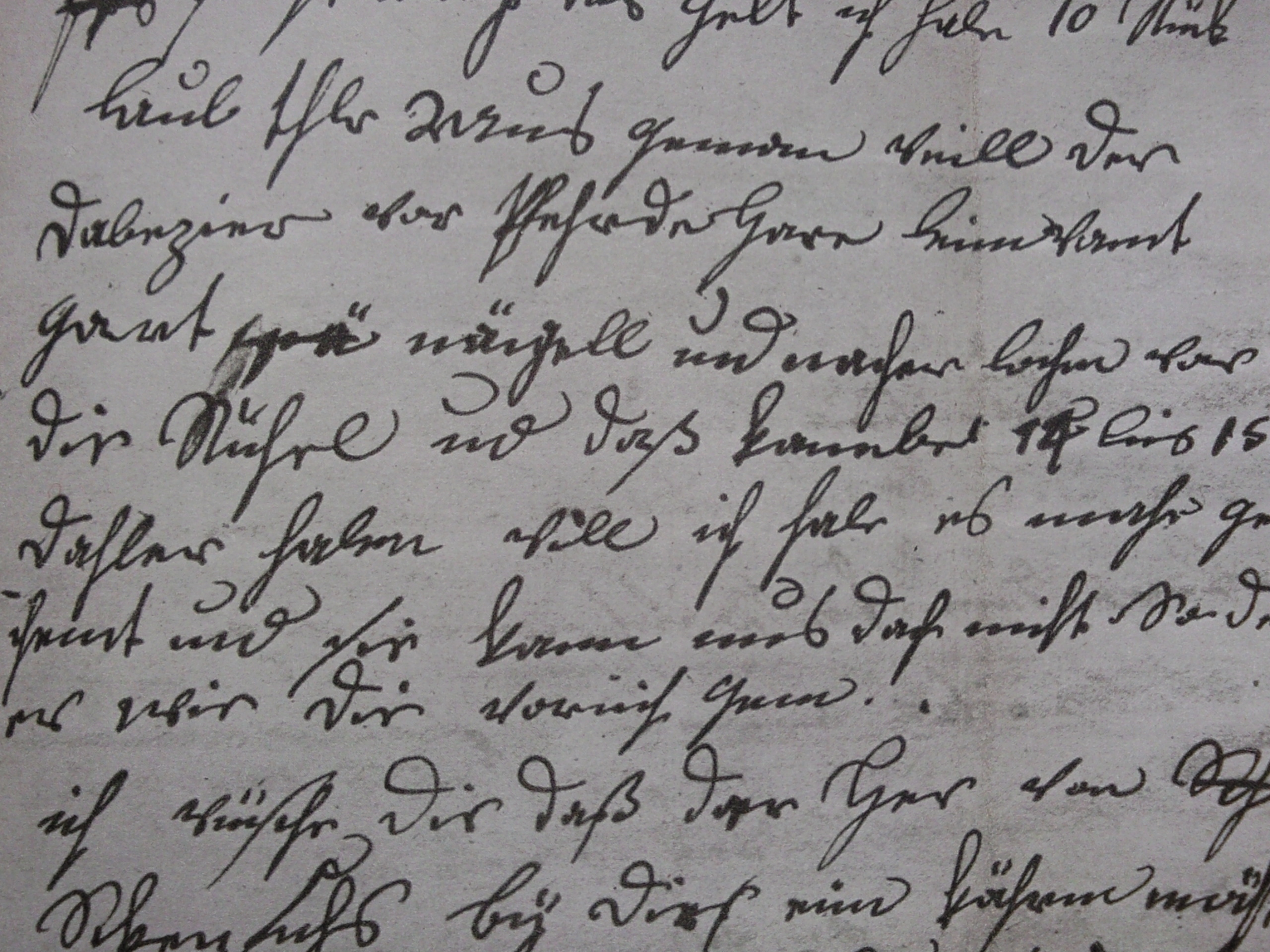
Christianes Handschrift
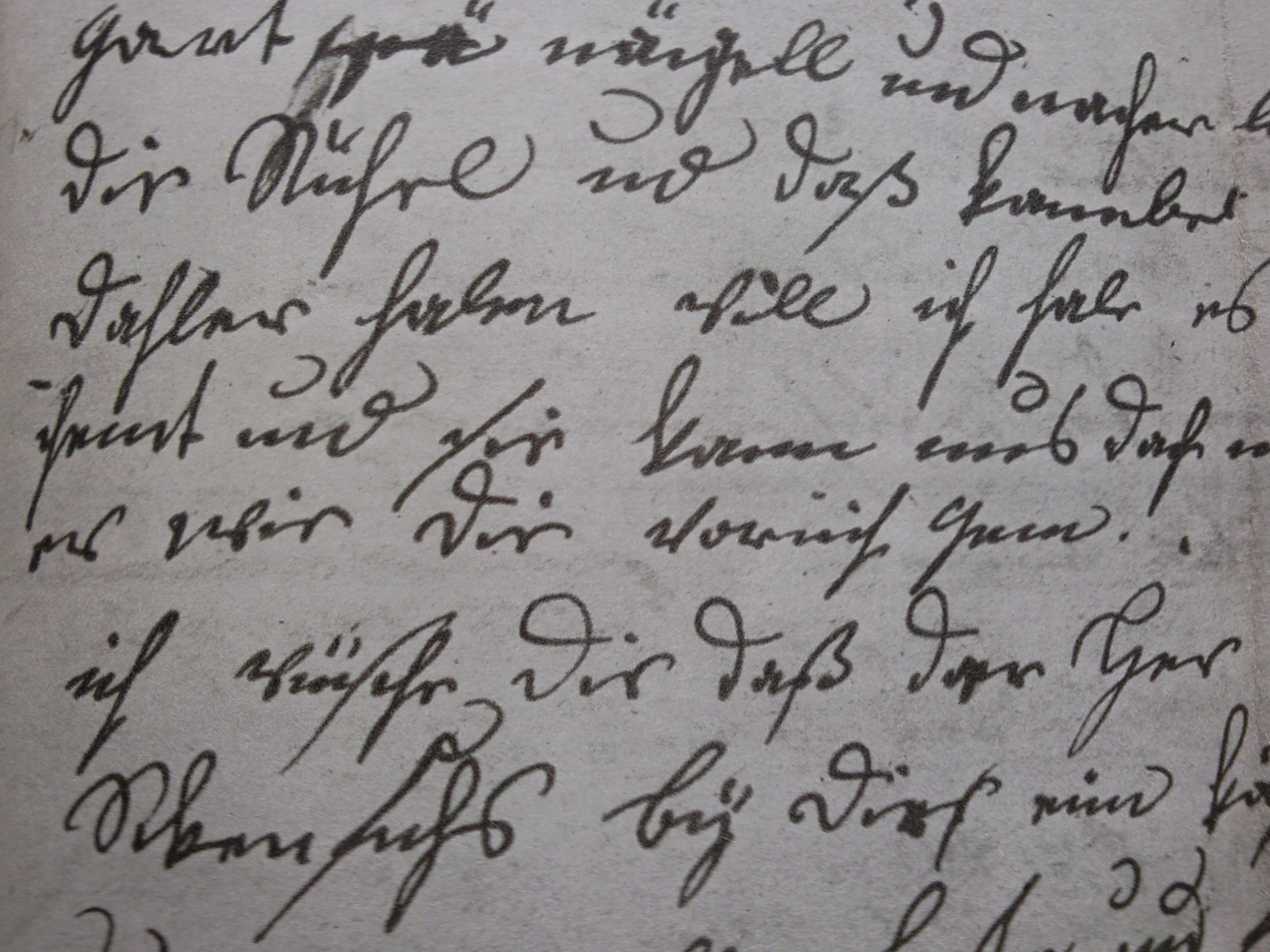
Detail
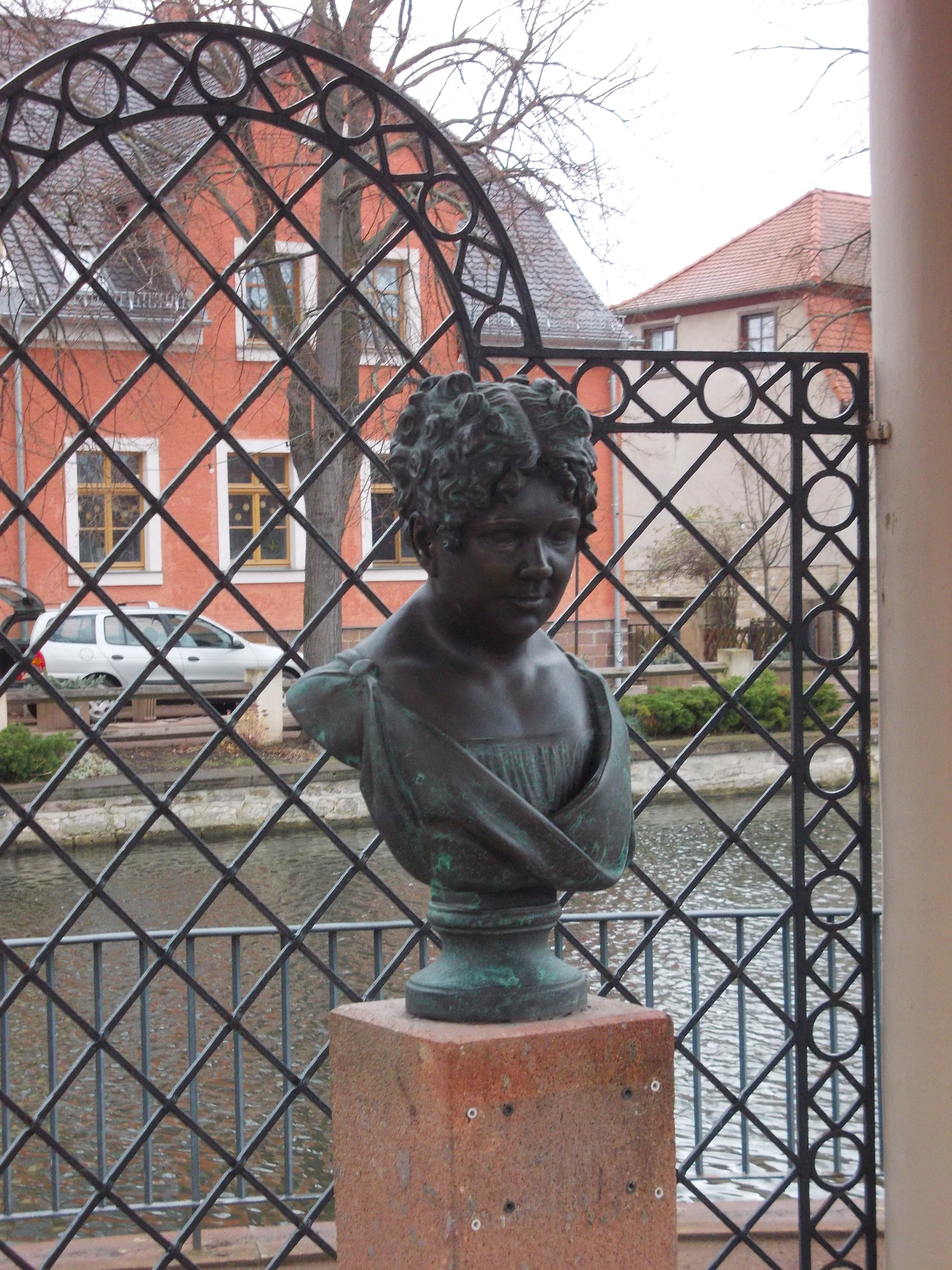
Büste in den Kuranlagen von Bad Lauchstädt

## Rezeption
Bis Mitte des 20. Jahrhunderts wurde Christiane von Goethe kaum als eigenständige Person wahrgenommen. Stattdessen sind zahlreiche abfällige Bemerkungen von Zeitgenossen und später überliefert. Ab 1916 wurde durch Hans Gerhard Gräf der Briefwechsel zwischen den Eheleuten Goethe herausgegeben und Etta Federn-Kohlhaas setzte sich in ihrem Buch als eine der ersten ernsthaft mit ihr auseinander. 1949 verfasste der Vulpius-Nachfahre Wolfgang Vulpius eine Biografie, die 1957 erweitert wurde. Weitere Quellen zu ihrem Leben wurden von Sigrid Damm im Rahmen ihrer 1997 erschienenen Biografie erschlossen.

## Film
- 1999: Die Braut, mit Veronica Ferres als Christiane Vulpius, Herbert Knaup als Johann Wolfgang von Goethe.